# .um
.um — национальный домен верхнего уровня для Американских Внешних Малых островов. Был зарегистрирован в декабре 1997 года Институтом информационных наук Университета Южной Калифорнии (USC/ISI).
В октябре 2006 года в ICANN пришло письмо от USC/ISI, в котором говорилось, что из-за ненужности и неиспользования домена .um Университет более не заинтересован в его поддержке. 16 января 2007 года ICANN приняла решение об удалении домена .um.
12 марта 2008 года ICANN получила письмо от Министерства торговли США и Национального управления по телекоммуникациям и информации, содержание которого сводилось к тому, что, поскольку Внешние малые острова находятся в юрисдикции США, вопрос о присвоении этой территории домена верхнего уровня должен решаться правительством Соединённых Штатов. Кроме того, в письме содержались рекомендации, в которых говорилось, что при необходимости в будущем делегирования домена .um необходимо консультироваться по этому вопросу с правительством США.
В настоящий момент домен .um удалён.